# Julie Andrews
Dame Julie Andrews, nata Julia Elizabeth Wells (Walton-on-Thames, 1º ottobre 1935), è un'attrice, cantante e scrittrice britannica.
Julie Andrews è considerata una leggenda vivente, vincitrice di numerosi premi, fra cui un Oscar, cinque Golden Globe, due Emmy, tre Grammy, due BAFTA, un People's Choice Award, uno Screen Actors Guild, un AFI Award, un David di Donatello, un Leone d'oro, tre nomination al Tony Award (una rifiutata) e insignita dell'onorificenza di dama di commenda dell'Ordine dell'Impero Britannico, del Premio Kennedy e della Lincoln Medal. La Andrews è una Disney Legend e ha una sua stella sull'Hollywood Walk of Fame, al 6901 dell'Hollywood Boulevard.
Dotata di una portentosa voce di quattro ottave, è una bambina prodigio di successo nel circuito del music-hall inglese degli anni quaranta. Appena adolescente fa il suo debutto a Broadway diventando velocemente superstar del teatro musicale, grazie a classici come My Fair Lady e Camelot, e stella di programmi pionieristici della televisione americana.
A ventisette anni gira il suo primo film, Mary Poppins, al quale seguono altre pellicole di grande successo, come Tutti insieme appassionatamente, Hawaii, Il sipario strappato e Millie, che la consacrano come l'attrice più pagata e richiesta nella Hollywood degli anni sessanta. Nel 1969 sposa il regista Blake Edwards e inizia con lui un sodalizio artistico che, nei venti anni successivi, la vede protagonista di molti suoi film, fra questi: Il seme del tamarindo, 10, S.O.B., Victor Victoria e Così è la vita. Negli anni novanta torna a trionfare nel teatro musicale di Broadway ma, nel 1997, un'operazione non riuscita alle corde vocali la priva della sua gloriosa voce di cantante.
Nel nuovo millennio vive un revival cinematografico, grazie a commedie di successo come Pretty Princess e Principe azzurro cercasi, e blockbuster animati e televisivi ai quali presta la propria voce, fra questi i sequel di Shrek, Cattivissimo me e Bridgerton, il programma più visto nella storia di Netflix fino al 2021.
La sua discografia comprende quattro album di platino e la colonna sonora di Tutti insieme appassionatamente è il disco di maggior successo del ventesimo secolo (109 settimane nella top ten di Billboard).
Oltre alla carriera di attrice e cantante la Andrews è, da più di 50 anni, autrice di libri per l’infanzia (con numerosi best seller all’attivo), regista teatrale (la sua regia del sessantesimo anniversario di My Fair Lady batte il record di incassi della Sydney Opera House) e autrice e produttrice televisiva (la serie Netflix Julie's Greenroom). Nel suo futuro imminente c’è anche il debutto come produttrice cinematografica.

## Biografia

### Gli anni quaranta: bambina prodigio
Figlia d'arte, nel periodo della seconda guerra mondiale, la madre Barbara Morris e il patrigno Ted Andrews sono un duo musicale di un certo successo nel circuito del vaudeville inglese.
Il cognome di Julie viene cambiato legalmente con quello del patrigno quando la bimba ha cinque anni. Poco dopo, con loro grande sorpresa, i genitori scoprono che la piccola è un vero e proprio fenomeno. A soli sette anni, ha un'estensione vocale di 4 ottave ed è capace di strabilianti virtuosismi da soprano leggero. Julie studia canto con il celebre soprano inglese Lilian Stiles-Allen e, dagli otto anni, appare negli spettacoli dei genitori: il duo "Ted e Barbara Andrews" diventa il trio "Ted e Barbara con la piccola Julie Andrews". Il successo personale della bambina sarà causa di gelosia da parte del patrigno che diventa sempre più violento e alcolizzato, finché i suoi attacchi a sfondo sessuale costringono la figliastra a dormire chiusa a chiave nella sua cameretta.
A 11 anni canta, accompagnata al piano da sua mamma, per la regina madre e la principessa Margaret in uno dei grandi teatri di Piccadilly Circus. Nel 1947, appena dodicenne, è già solista al leggendario Hippodrome di Londra, nella rivista Starlight Roof. Ogni sera canta La Polonaise dall'opera Mignon facendo venir giù il teatro e raggiungendo la notorietà come "la più piccola primadonna della Gran Bretagna". L'anno seguente incide il suo primo disco e si esibisce, accanto a Danny Kaye, nella Royal Variety Performance, alla presenza del re del Regno Unito Giorgio VI e della principessa Elisabetta (futura Regina Elisabetta II). Sempre nel 1948 fa il suo debutto televisivo nel programma della BBC: Rooftop Rendezvous.

### Gli anni cinquanta: Broadway e i primi successi televisivi

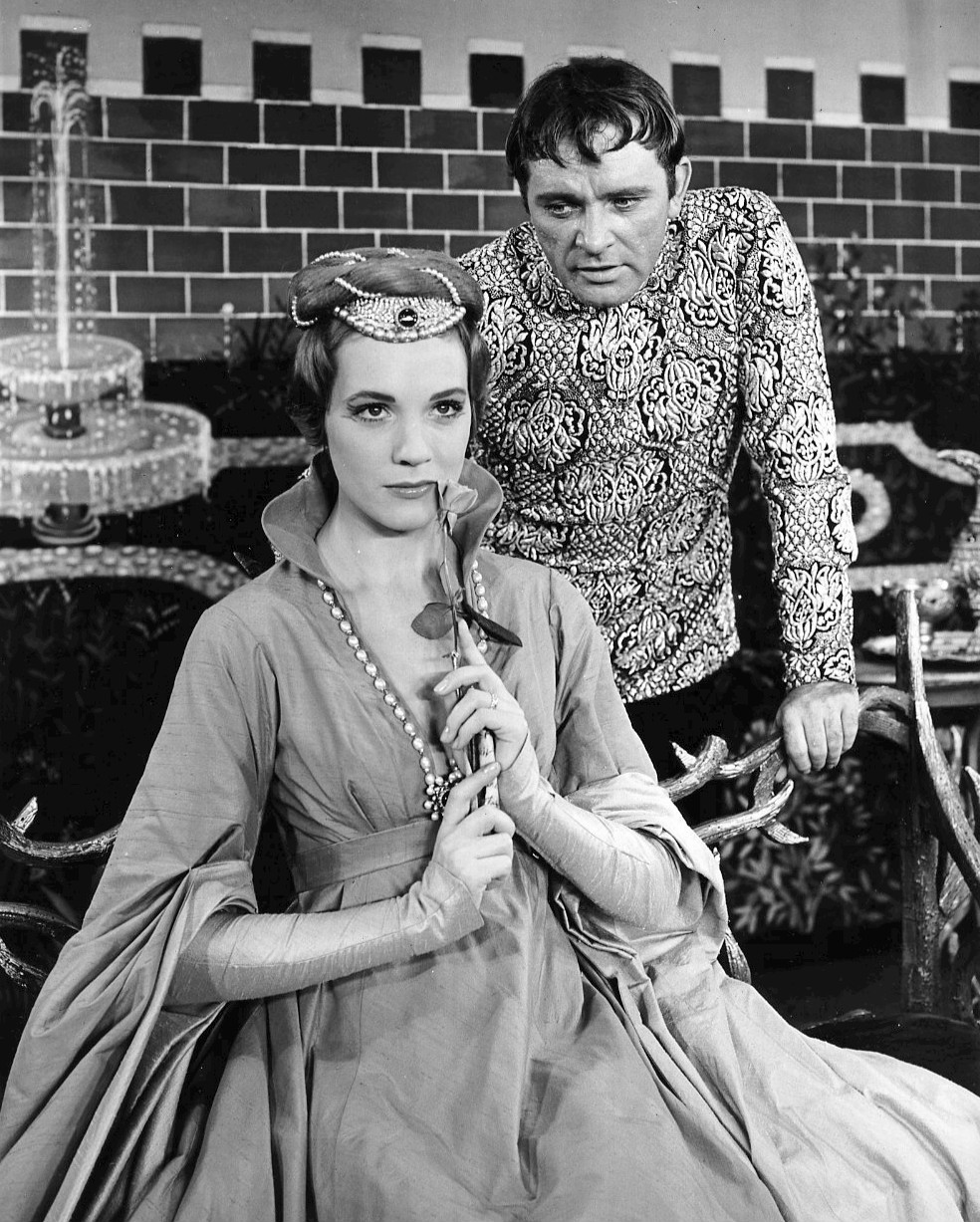
Julie Andrews nei panni della Regina Ginevra insieme a Richard Burton, nei panni di Re Artù nel 1960

All'inizio degli anni '50 Julie Andrews è l'unico sostegno economico dell'intera sua famiglia. Dal 1950 al 1953 è fra i protagonisti del celebre programma radiofonico Educating Archie, si esibisce nel West End londinese in spettacoli musicali di successo e gira la Gran Bretagna con numeri di varietà, facendo la transizione da bambina prodigio a giovane cantante di classici e arie operistiche.
Nel 1954, appena diciottenne, approda a Broadway. Produttori statunitensi la scelgono per interpretare la protagonista nella versione americana del musical inglese The Boy Friend, di Sandy Wilson, il cui successo fa di lei la stella emergente del teatro d'oltreoceano.
L'anno seguente le viene affidato il ruolo principale nel musical più longevo dell'epoca: My Fair Lady, accanto a Rex Harrison, e la sua performance passa alla storia. La parte della volgare fioraia, trasformata in raffinata lady da un cinico professore di fonetica, richiede doti di attrice comica e drammatica e notevoli capacità canore; persino Maria Callas si meraviglia della professionalità della giovane che eccelle su tutti i fronti in otto spettacoli settimanali. La Andrews ripete il trionfo americano a Londra, trascorrendo un totale di tre anni e mezzo nello spettacolo. Il ruolo le fa ottenere la sua prima candidatura al Tony Award. Una seconda candidatura arriva pochi anni dopo per l'interpretazione della Regina Ginevra accanto al Re Artù di Richard Burton, in Camelot, il musical di Broadway preferito dal presidente Kennedy; fatto questo che farà valere alla sua amministrazione l'appellativo postumo di Camelot, appunto. Gli LP dei due spettacoli sono i dischi più venduti nei rispettivi anni di uscita. My Fair Lady detiene il primato di colonna sonora teatrale più venduta di sempre.
Di questo periodo sono anche i primi due special televisivi di Julie Andrews: High Tor (1956), il primo film TV della storia, nel quale recita con Bing Crosby, e Cinderella (1957), musical televisivo scritto apposta per lei dagli autori Richard Rodgers & Oscar Hammerstein II, per il quale ottiene la sua prima candidatura al premio Emmy. 120 milioni di telespettatori vedono il film trasmesso in diretta, un record imbattuto.
Nel 1959 la Andrews sposa lo scenografo e costumista Tony Walton (vincitore di un premio Oscar per All That Jazz - Lo spettacolo comincia, 3 premi Tony e un Emmy), dal quale avrà, nel 1962, la sua unica figlia: Emma Walton Hamilton (oggi autrice per l'infanzia, spesso in coppia con la madre). I coniugi divorziano nel 1967, rimanendo grandi amici e collaborando più di una volta fino alla morte di Walton nel 2022.

### Gli anni sessanta: iblockbustercinematografici
All'inizio degli anni sessanta la Andrews è già una stella del teatro con importanti esperienze televisive ma non è ancora apparsa sul grande schermo. Per questo motivo Jack Warner, il produttore della versione cinematografica di My Fair Lady, affida il ruolo da lei creato sulle scene a un'affermata superstar del cinema, Audrey Hepburn, facendola doppiare nel canto da un'interprete specializzata, Marni Nixon. Considerato uno dei casi d'ingiustizia più clamorosi della storia di Hollywood, il fatto suscita aspre polemiche.

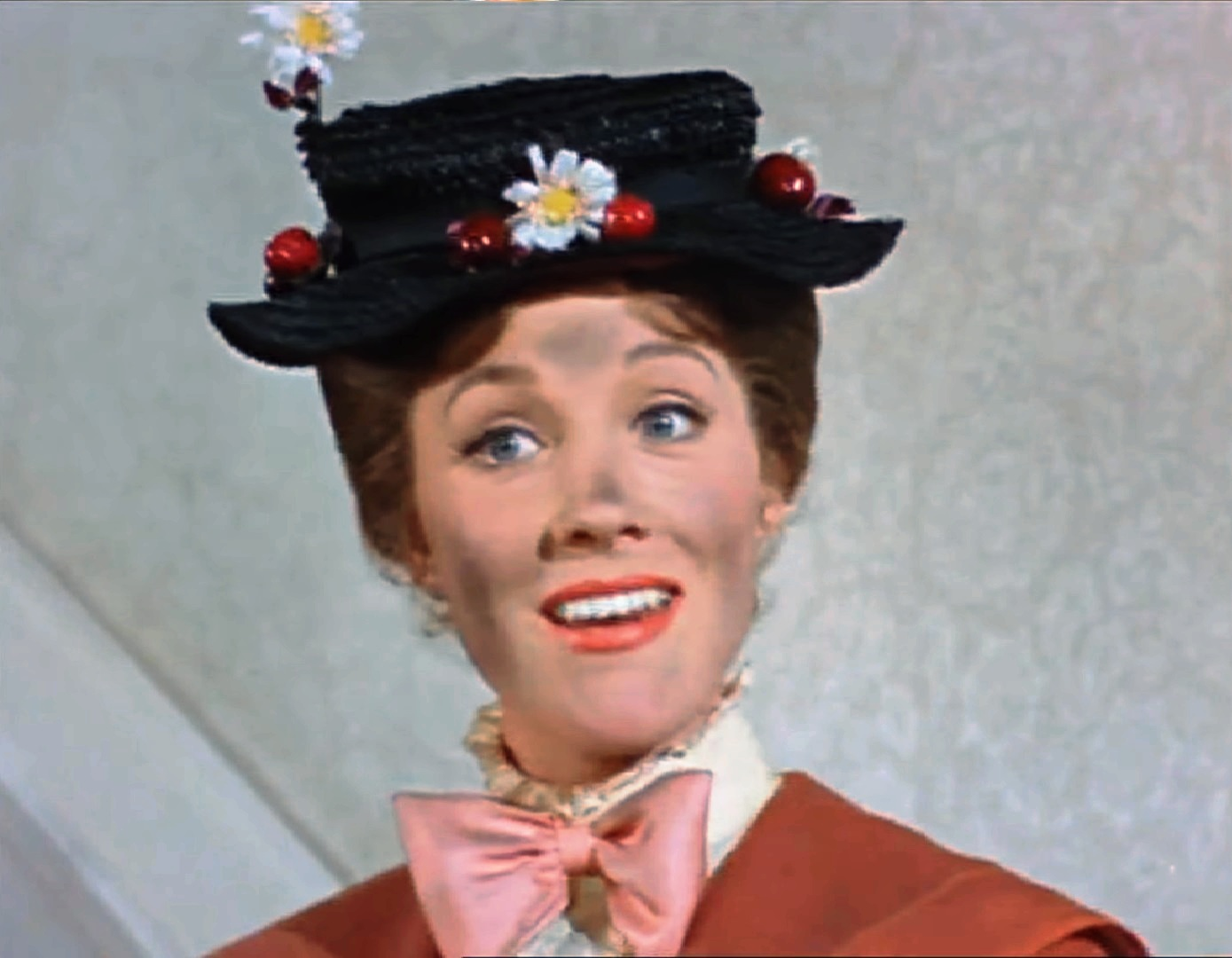
Julie Andrews nel trailer del film Mary Poppins (1964)

Pochi mesi dopo Walt Disney propone alla Andrews il ruolo di Mary Poppins, promettendole successo e popolarità di gran lunga superiori a quelli che le avrebbe regalato il film di Warner. Nel 1964 fa il suo debutto al cinema nella parte della governante volante per la quale ottiene diversi riconoscimenti, fra cui il premio Oscar alla miglior attrice. Il successo stratosferico del film la lancia nell'empireo delle dive internazionali e fa sì che Mary Poppins diventi un personaggio iconico, status che mantiene fino a oggi. La colonna sonora è il disco più venduto del 1965, battendo i Beatles e i Rolling Stones. Nel 2013 il film è stato scelto per la preservazione nel National Film Registry della Biblioteca del Congresso degli Stati Uniti.
Julie Andrews è la prima diva hollywoodiana senza un contratto pluriennale con una major, quindi la prima libera professionista della storia del cinema. Lo studio system entra in crisi nella metà degli anni sessanta, i vecchi contratti da sette o più film consecutivi diventano proibitivi e la Andrews passa da uno studio all'altro con ingaggi limitati ad ogni singolo film.

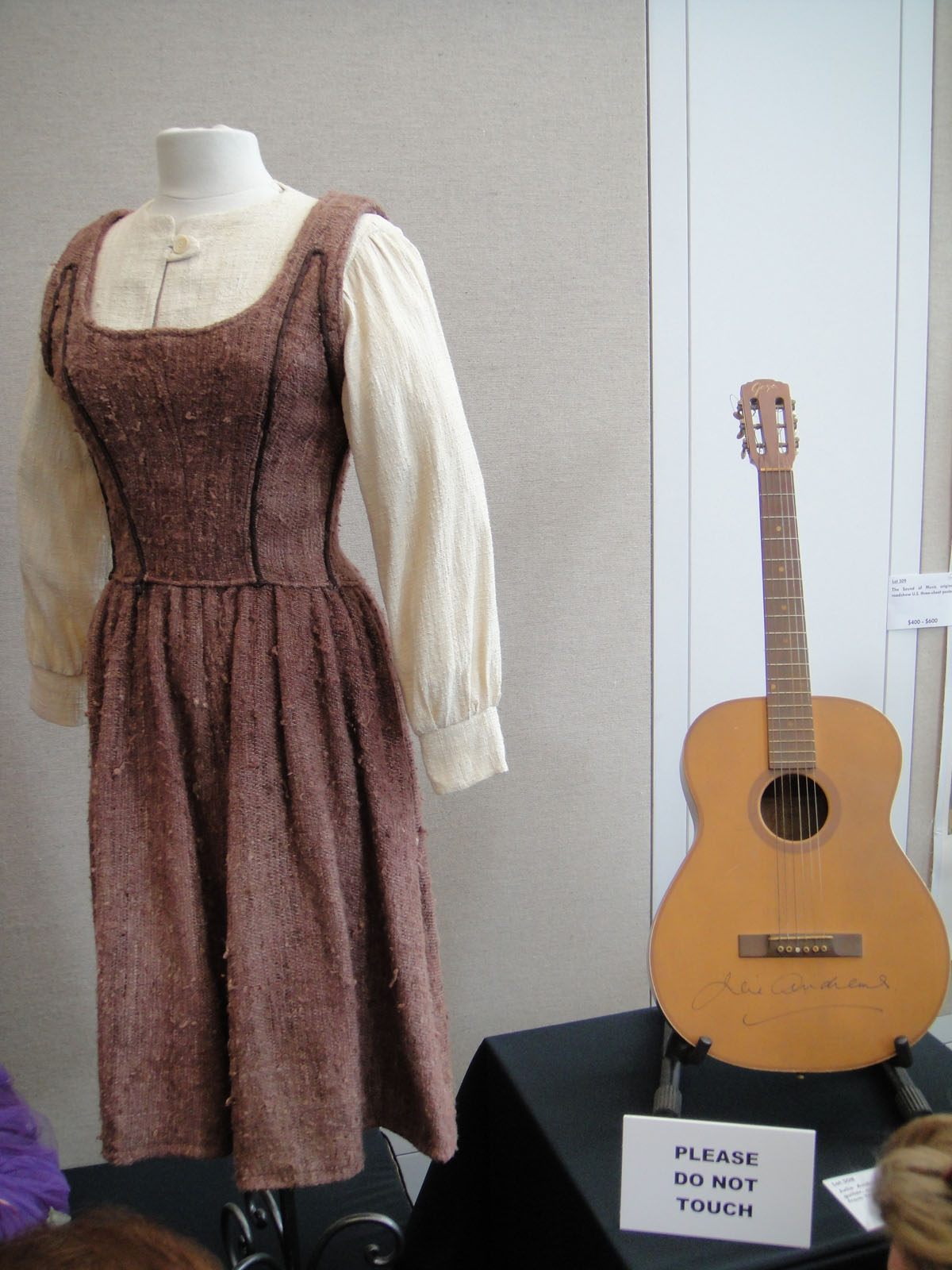
I vestiti che la Andrews indossò nel film Tutti insieme appassionatamente

Nel 1965 interpreta il ruolo che segnerà la sua consacrazione al cinema: Maria, protagonista di Tutti insieme appassionatamente. Il musical, prodotto dalla 20th Century Fox e diretto da Robert Wise, vince cinque Academy Award tra cui quello per il miglior film (la Andrews guadagna la sua seconda candidatura all'Oscar e il suo secondo Golden Globe) e rimane a tutt'oggi al terzo posto della classifica dei film più visti al cinema di tutti i tempi. Alla televisione la pellicola detiene il primato di film più visto in assoluto ed è considerata il classico natalizio per antonomasia. Anche questo film è stato scelto per la preservazione nel National Film Registry. La colonna sonora del film è in vetta alla classifica dell'intera discografia del ventesimo secolo e al secondo posto (dietro 21 di Adele) di tutti i tempi.
Già nel 1964 la Andrews gira il primo di tanti film nei quali va contro l'immagine sdolcinata che le sue due pellicole più celebri le hanno affibbiato: Tempo di guerra, tempo d'amore, una commedia antimilitarista sceneggiata da Paddy Chayefsky e diretta da Arthur Hiller, la vede impegnata in appassionate scene d'amore con James Garner; in Hawaii (il campione d'incassi del 1966) di George Roy Hill dimostra notevoli doti di attrice drammatica nei panni della moglie vittima di un Max von Sydow missionario di metà Ottocento.
Nel 1966 è ormai l'attrice più pagata di Hollywood, il suo nome in locandina è garanzia di successo al botteghino, tanto che la casa di produzione convince Alfred Hitchcock a scritturarla, insieme a Paul Newman, per il thriller Il sipario strappato. Il film, pur non essendo uno dei capolavori del maestro del brivido, si rivela uno dei suoi maggiori successi commerciali.
Dell'anno seguente è Millie (1967), pellicola diretta da George Roy Hill con la quale l'attrice torna alla commedia musicale e il film batte il record d'incassi della Universal Pictures. Tutti i suoi lavori fino a quel momento sono degli straordinari successi al botteghino americano e la Andrews sembra infallibile.
Nel 1968, però, Un giorno... di prima mattina di Robert Wise, sfarzosa biografia musicale della diva degli anni trenta Gertrude Lawrence, si rivela inaspettatamente un clamoroso fiasco al botteghino. Il personaggio centrale - una donna alcolizzata, opportunista e promiscua - delude i fan della Andrews, che speravano in un'altra commedia musicale per famiglie. Questa, però, è la direzione in cui l'attrice vuole orientarsi e rifiuta il ruolo di protagonista nei tanti musical per bambini che le vengono proposti (Il favoloso dottor Dolittle, Oliver!, Citty Citty Bang Bang).
I suoi successi sul piccolo schermo continuano per tutto il decennio con programmi passati alla storia della TV americana, come Julie & Carol at Carnegie Hall (1962), accanto all'attrice comica Carol Burnett (il programma vince un Emmy e una Rosa d'Oro al Festival di Montreux), The Julie Andrews Show (1965), con Gene Kelly, e Una sera con Julie Andrews e Harry Belafonte (1969), in cui i due divi protagonisti si scambiano il primo bacio interrazziale della storia della televisione.

### Gli anni settanta e ottanta: i film con Blake Edwards

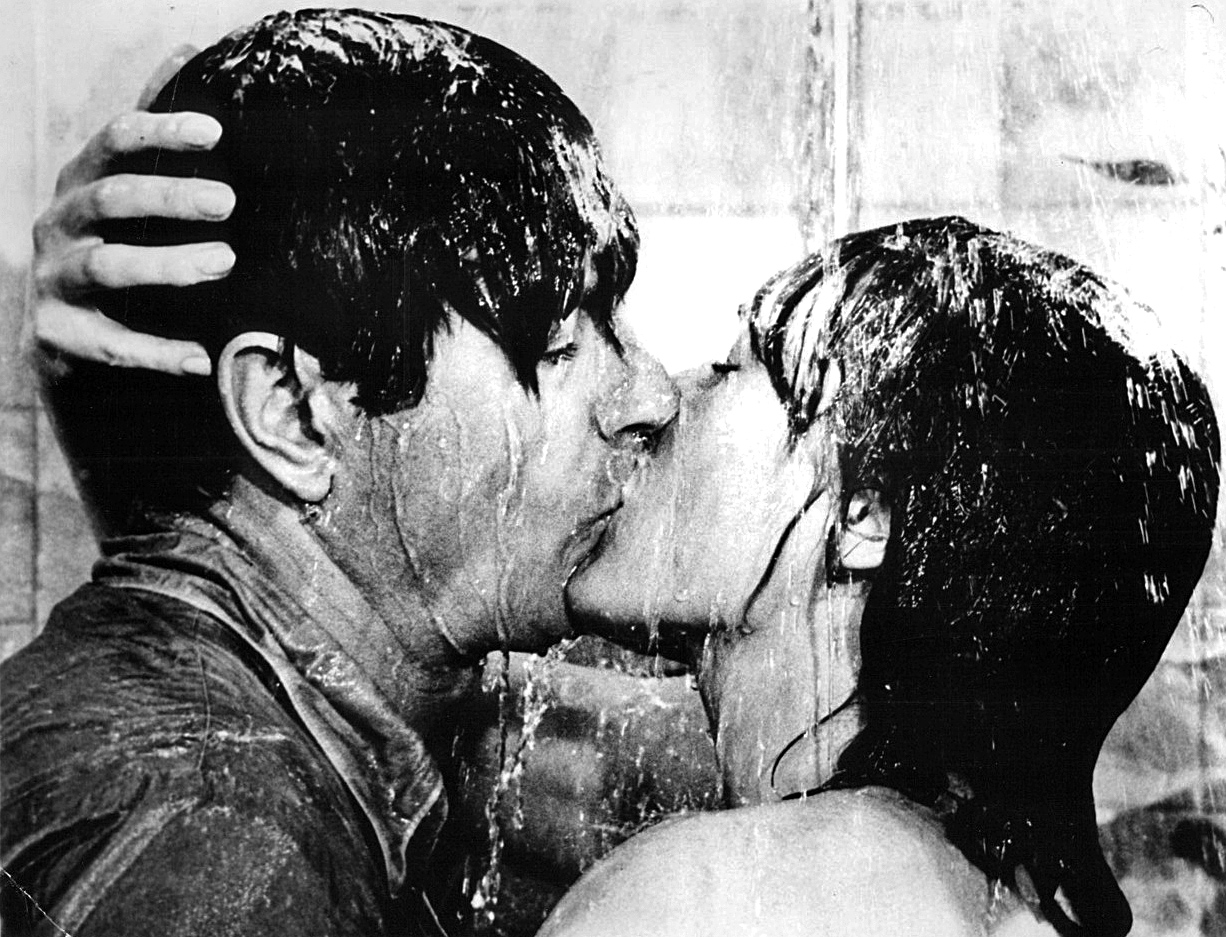
Rock Hudson e Julie Andrews in Operazione Crêpes Suzette (1970)

Nel 1969 la Andrews sposa in seconde nozze Blake Edwards, il regista statunitense già autore di classici quali Operazione sottoveste (1959), Colazione da Tiffany (1961), La Pantera Rosa (1963), La grande corsa (1965) e Hollywood Party (1968). Da questo momento e fino alla metà degli anni novanta, quando Edwards si ritira a vita privata, l'attrice lavora, in ambito cinematografico, pressoché esclusivamente con il marito, tranne che in tre occasioni: E io mi gioco la bambina (1980), di Walter Bernstein, con Walter Matthau e Tony Curtis; Duet for One (1986), di Andrej Končalovskij, con Alan Bates, Max von Sydow, Liam Neeson e Rupert Everett e Cin cin (1991), di Gene Saks, con Marcello Mastroianni.
Il film che dà inizio al loro sodalizio artistico, Operazione Crêpes Suzette (1970), costituisce il primo di numerosi esperimenti che il marito/regista opera sull'immagine pubblica della moglie/attrice. Edwards (con William Peter Blatty, l'autore de L'esorcista) scrive una sceneggiatura in chiave di commedia, nella quale la Andrews interpreta una spia sotto copertura che, fra uno spogliarello e baci appassionati nella doccia, seduce il maggiore Rock Hudson per carpirgli segreti militari. I produttori della Paramount Pictures, però - avendo investito un budget stratosferico, nella speranza di bissare il successo di Julie Andrews in Tutti insieme appassionatamente - esigono un musical tradizionale e interferiscono fino a causare la rottura con il regista. Il risultato finale è un ibrido fra una commedia musicale e altri generi che non convince i critici e il tonfo al botteghino è colossale (nel 1992 Blake Edwards presenta - con grande successo - al Festival di Cannes il suo director's cut del film, più snello e meno musicale). I gusti del pubblico sono in veloce mutamento e film meno costosi come Easy Rider e Un uomo da marciapiede aprono la strada alla cinematografia più violenta degli anni settanta, mandando in agonia il musical cinematografico.
Edwards comincia le prime di tante battaglie legali contro le case di produzione che interferiscono nella lavorazione dei suoi due film successivi. La Andrews rifiuta il ruolo della protagonista in Pomi d'ottone e manici di scopa, poi assegnato ad Angela Lansbury, e la coppia, in piena rotta di collisione con Hollywood, si trasferisce in Europa con la prole (fra propri e adottati hanno cinque figli).
Julie Andrews scrive i suoi primi due romanzi e si esibisce in concerti dal vivo (Londra, Las Vegas, tournée del Giappone) ma si dedica soprattutto alla televisione. Vince il suo primo Emmy con la serie The Julie Andrews Hour (1972/73), in cui duetta con ospiti come Mama Cass, James Stewart, Sammy Davis Jr., Henry Mancini e tanti altri. Inoltre è presentatrice/soubrette di un gran numero di special televisivi come Julie and Carol at Lincoln Center (con Carol Burnett, 1971), Julie's Christmas Special (con Peggy Lee e Peter Ustinov, 1973), Julie Andrews - One Step Into Spring (1978) e moltissimi altri. Edwards produce e dirige alcuni di questi special: Julie (1972), Julie and Dick at Covent Garden con Dick Van Dyke (1974) e Julie: My Favourite Things con Peter Sellers (1975).
In questi anni marito e moglie girano un solo film insieme, Il seme del tamarindo (1974), una produzione inglese con coprotagonista Omar Sharif, il cui esito modesto poco contribuisce a ridar loro il vecchio successo al cinema.
Il trionfo al botteghino arriva subito dopo, per il regista, con i seguiti della sua fortunata serie de La Pantera Rosa (1975, 1976, 1978) con Peter Sellers nei panni dell'imbranato Ispettore Clouseau. Grazie alla popolarità planetaria di questi film, gli Edwards tornano a Hollywood e il regista può realizzare la sceneggiatura che fino a pochi anni prima nessun produttore avrebbe toccato: in 10 (1979) mette la propria moglie accanto a Dudley Moore e Bo Derek in una commedia sexy il cui esito strepitoso porta i due coniugi, per la prima volta nel loro sodalizio artistico, sulla cresta dell'onda e Julie Andrews ottiene l'undicesima nomination al Golden Globe.

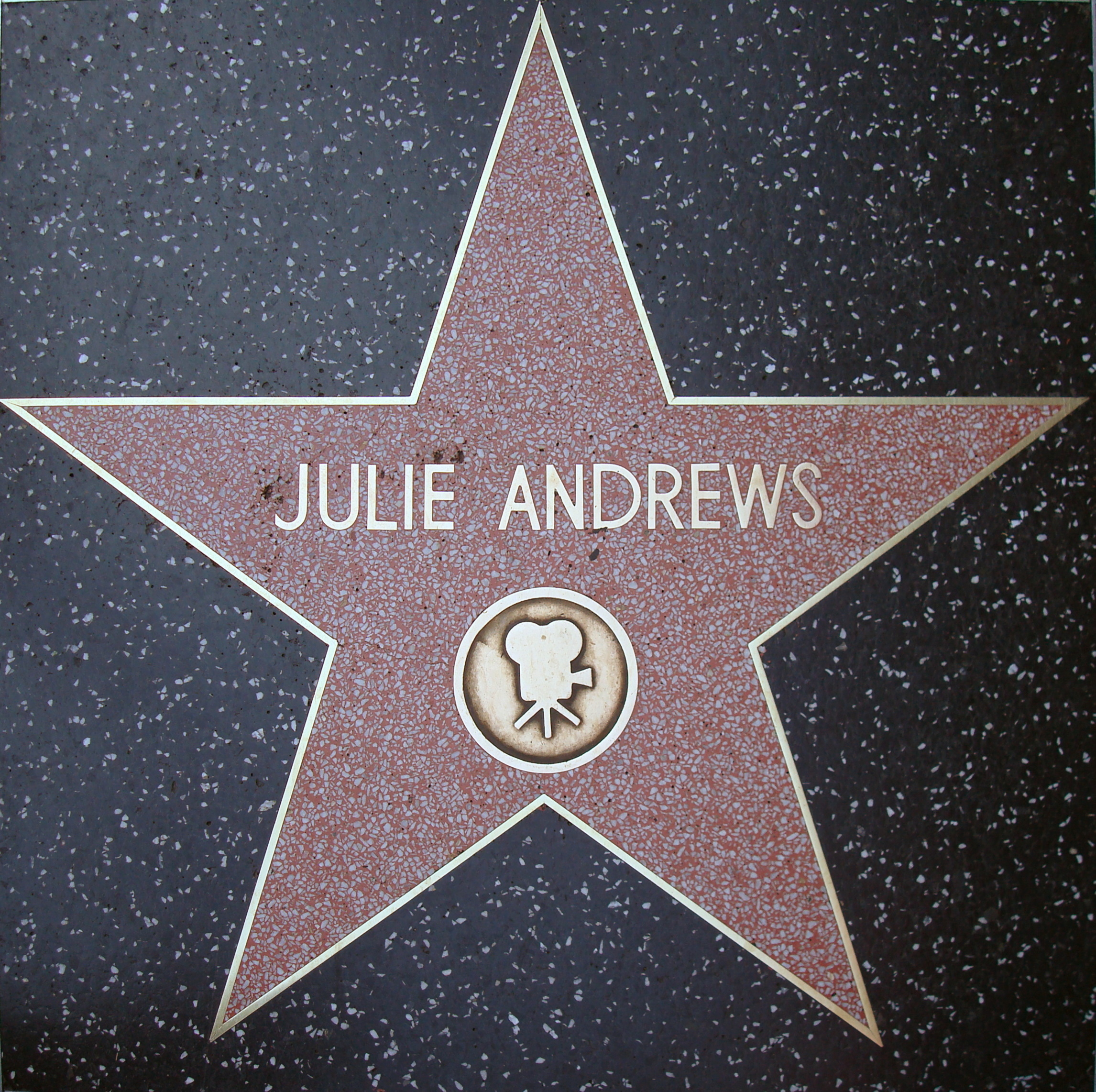
La stella di Julie Andrews sull'Hollywood Walk of Fame

Nel 1981 esce la commedia dissacratoria S.O.B., con William Holden (al suo ultimo film) e un cast stellare. È una pellicola dagli accenti autobiografici, ispirata agli avvenimenti che, una decina di anni prima, causarono il tonfo al botteghino di Operazione Crêpes Suzette. Julie Andrews interpreta un'attrice di musical per famiglie costretta dal marito/produttore a denudarsi in un film pornografico, mettendo in subbuglio una Hollywood ipocrita e senza scrupoli. Contraddistinto da uno humour graffiante e provocatorio, il film fa scalpore alla sua uscita in quanto il personaggio della Andrews appare in topless, fa uso di stupefacenti e utilizza un buon numero di parolacce.
Il film seguente della coppia viene considerato il capolavoro del regista: in Victor Victoria (1982) Edwards affida alla moglie il personaggio complesso di una donna che finge di essere un ragazzo gay che si esibisce come drag queen nella Parigi degli anni trenta. Il ruolo le vale numerosi riconoscimenti, fra cui la sua terza candidatura all'Oscar, un Golden Globe e un David di Donatello come miglior attrice straniera. Completano il cast James Garner, Robert Preston e Lesley Ann Warren.
A questo seguono opere più agrodolci e sperimentali, come: I miei problemi con le donne (1983) con Burt Reynolds (dongiovanni seriale che si innamora della sua psicologa, interpretata da Julie Andrews), e Così è la vita (1986) con Jack Lemmon, un film autobiografico, girato nella casa di Malibu dei coniugi, interpretato da amici e parenti e senza sceneggiatura. Edwards scrive il soggetto e i profili psicologici dei personaggi con il suo psicanalista Milton Wexler, lasciando che gli attori improvvisino i dialoghi sul set. Julie Andrews conquista la sua quattordicesima candidatura al Golden Globe.
Negli anni ottanta la Andrews va in tournée con due concerti (Giappone 1980 e Stati Uniti 1987-89), incide due album (Love Me Tender, con ospite Johnny Cash, e Love Julie) e lancia tre programmi televisivi: Julie Andrews' Invitation to the Dance con Rudol'f Nureev (1980), Julie Andrews a Salisburgo (1987) con Plácido Domingo e Julie & Carol Together Again (1989) che la vede, per la terza volta, affiancata all'attrice comica Carol Burnett.

### Gli anni novanta: il ritorno a Broadway e la perdita della voce
Nel 1991 Julie Andrews è protagonista de L'ultimo abbraccio, film per la televisione di successo sul tema dell'AIDS, con Hugh Grant nel ruolo di suo figlio. Nello stesso anno viene distribuito il suo unico film cinematografico di questo decennio, Cin cin, una co-produzione italiana che, nonostante la regia di Gene Saks, Marcello Mastroianni come co-protagonista e i costumi di Gianni Versace, è un fiasco commerciale. Nel 1992 è nominata ambasciatrice dell'UNIFEM, il fondo delle Nazioni Unite che si batte per i diritti civili delle donne; firma un contratto con la Philips Classics per incidere una serie di nuovi CD, fra cui The King and I con Ben Kingsley; e canta alla Casa Bianca, con Neil Diamond, alla presenza del Presidente degli Stati Uniti e della First Lady, nel tradizionale concerto di Natale. Nel 1993 torna in Giappone per dei concerti dal vivo, trasmessi anche alla TV di quel paese.
L'ultima collaborazione con il marito Blake Edwards avviene nel 1995, con l'adattamento teatrale di Victor/Victoria. L'avvenimento costituisce il debutto in teatro del regista e del compositore Henry Mancini, e il ritorno a Broadway della diva dopo un'assenza di 35 anni (poco tempo prima era tornata alle scene in Putting It Together di Stephen Sondheim ma su un palcoscenico dell'Off-Broadway). Dopo una gestazione complessa (divergenze fra il regista e il cast creativo, il coreografo licenziato e rimpiazzato da Rob Marshall, Mancini viene a mancare prima di riuscire a finire la partitura e Frank Wildhorn lo sostituisce), lo spettacolo è un successo di pubblico, ma la critica è meno convinta. L'entusiasmo nei confronti della protagonista è unanime, ma la regia lascia perplessi i più, che la definiscono "troppo cinematografica".
Quando vengono annunciate le candidature ai premi Tony, Victor/Victoria ne riceve solo una per la migliore attrice protagonista. Il fatto viene visto dalla compagnia come un attacco personale da parte del mondo del teatro newyorkese all'Edwards regista di Hollywood e Julie Andrews decide di compiere un atto fino a oggi unico nella storia del premio: durante una speciale conferenza stampa al termine di una replica, rifiuta la candidatura (la sua terza), decisione che finisce sulle prime pagine dei giornali di mezzo mondo. L'episodio non fa che dare maggiore pubblicità allo show che registra il tutto esaurito per anni a venire.
Il successo però viene interrotto da un evento drammatico: verso la fine del suo impegno nello spettacolo, nel 1997 la Andrews viene ricoverata in ospedale per quella che avrebbe dovuto essere una semplice operazione chirurgica alla gola (Liza Minnelli amichevolmente la sostituisce in Victor/Victoria). Un errore durante l'operazione le lascia sulle corde vocali delle cicatrici permanenti che la privano per sempre della sua voce di cantante. Una causa contro il chirurgo Scott Kessler si conclude con un risarcimento all'attrice di 20 milioni di dollari. Dopo mesi difficili, trascorsi in riabilitazione, la Andrews è in grado di tornare al lavoro.
Agli ultimi anni del decennio appartengono grandi show televisivi dei quali è presentatrice, come Hey Mr Producer (1998) e My Favourite Broadway: The Leading Ladies (1999). Il film TV Tutta colpa della neve (1999) la vede in coppia con James Garner per la terza volta e risulta talmente popolare da essere ritrasmesso in diverse occasioni negli anni successivi. Nel 1999 la Yale University le conferisce la laurea ad honorem.

### Gli anni duemila e duemiladieci: revival cinematografico e diversificazione della carriera

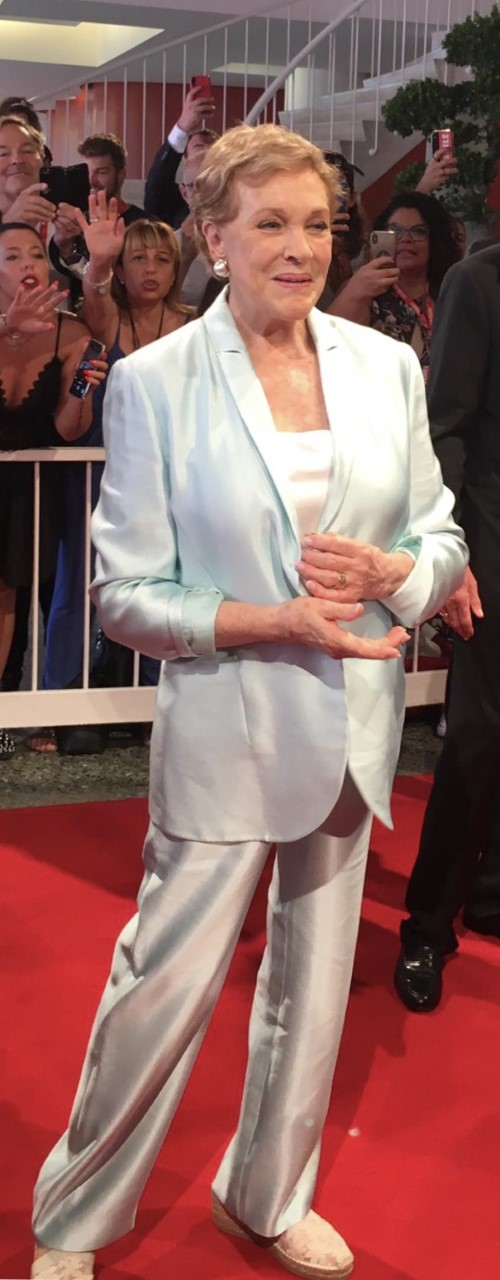
Julie Andrews al 79ª Mostra internazionale d'arte cinematografica di Venezia (2019)

All'inizio del nuovo millennio, accanto alle sue attività di sempre, Julie Andrews diversifica la propria carriera, dedicandosi all'editoria, al doppiaggio, alla regia teatrale e produzione televisiva.
Nel 2000, con la figlia Emma Walton Hamilton, crea la Julie Andrews Collection per la casa editrice Harper Collins, pubblicando, nei 24 anni successivi, più di 40 libri per l'infanzia, una passione che coltiva dagli anni settanta, con numerosi best seller all'attivo.
Nel 2008 e 2019 escono i primi due volumi della sua autobiografia.
Dopo gli anni '90, trascorsi principalmente fra teatro e televisione, dal 2000 vive un revival cinematografico, partecipando ad una serie di commedie leggere, alcune di grande successo: La fidanzata ideale (2000) con Colin Firth, Pretty Princess (2001) con Anne Hathaway, Insieme per caso (2002) con Rupert Everett e Kathy Bates, Principe azzurro cercasi (2004), ancora accanto alla Hathaway, e L'acchiappadenti (2010) con Dwayne Johnson. Inizia inoltre l'attività di doppiatrice per film d'animazione e fantasy, quali Come d'incanto (2007) e le saghe di Shrek (2004, 2007, 2010) e Cattivissimo me (2010, 2017, 2022).
Nel Natale 2018 escono nelle sale di tutto il mondo Il ritorno di Mary Poppins e Aquaman. Nel primo le viene proposto un milione di dollari per interpretare un cameo che lei rifiuta. Accetta invece di dare la voce a una creatura marina nel secondo. Per questo la stampa internazionale mette i due film in competizione. Aquaman stravince al botteghino, mentre il sequel di Mary Poppins ottiene risultati molto inferiori alle aspettative.
La sua carriera televisiva continua in diversi ambiti: è attrice (per la seconda volta accanto a Christopher Plummer) in un adattamento del dramma On Golden Pond (2001), trasmesso in diretta sulla CBS, e nei due film della Walt Disney tratti dalla collana di libri per bambini Eloise (2003). È presentatrice di una serie di documentari sul teatro musicale americano per la PBS (che, nel 2005, le vale il suo secondo Emmy) e di otto edizioni del concerto di Capodanno, trasmesso da Vienna (2009-2017). Nel 2017 debutta su Netflix Julie's Greenroom, una nuova serie per bambini, interpretata, scritta e prodotta da Julie Andrews.
Nonostante non sia più in grado di cantare come prima, in seguito a un intervento chirurgico andato male nel 1997, la Andrews, fa diversi esperimenti canori fin dall'inizio del suo percorso di recupero. Nello special televisivo My Favourite Broadway: The Love Songs (2000), da lei presentato e girato dal vivo in un gremito teatro di Broadway, scatena una interminabile standing ovation intonando poche note da My Fair Lady. La gamma è ben lontana dalle quattro ottave che la contraddistinguevano ma i risultati sono abbastanza gradevoli da permetterle, negli anni successivi, altri piccoli momenti canori in TV e al cinema. Nel 2008 - coadiuvata da un quintetto di stelle emergenti di Broadway - si esibisce in concerti dal vivo in una tournée degli Stati Uniti che si conclude, con grande successo, all'Hollywood Bowl. 
Nel 2009 le maggiori testate di tutto il mondo pubblicano la notizia secondo la quale, dopo anni di ricerche, gli scienziati Steven Zeitels e Robert Langer, potrebbero riuscire, grazie ad un gel a base di glicole polietilenico, a restaurare la voce della Andrews ma le sperimentazioni continuano fino ad oggi e i risultati non sembrano essere imminenti. La cantante è presidente onorario dell'Institute of Laryngology and Voice Restoration, un dipartimento che si occupa di trovare fondi per la ricerca al Massachusetts General Hospital.
Nel 2010 dà il suo concerto di addio alla O2 Arena di Londra ma continuerà a esibirsi in giro per il mondo in spettacoli dal vivo non canori, come An Evening with Julie Andrews, che porta in tournée dell'Australia e Nuova Zelanda (2013), del Regno Unito (2014), Irlanda (2015), ecc.
Nel 2005 debutta nella regia teatrale, dirigendo commedie musicali per teatri della East Coast e tournée degli Stati Uniti. Nel 2016 è regista, alla Sydney Opera House, del revival per il sessantesimo anniversario di My Fair Lady. Il musical è un trionfo di critica, batte il record di incassi del teatro e nel 2017 miete altri successi in una tournée australiana.
A questi anni appartengono anche alcuni fra i riconoscimenti più importanti ricevuti dall'attrice: nel 2000, a Buckingham Palace, riceve l'investitura di Dama di Commenda dell'Ordine dell'Impero Britannico dalla Regina Elisabetta II e nel 2001 il presidente degli Stati Uniti le conferisce il Premio Kennedy. Nel 2011 vince due Grammy (uno alla carriera) e riceve la Lincoln Medal per le arti dalla first lady Michelle Obama. Nel 2019, alla Mostra internazionale d'arte cinematografica di Venezia, le viene assegnato il Leone d'oro alla carriera.
Nel 2010 scompare il marito dell'attrice, il regista Blake Edwards, e la Andrews è al suo fianco fino all'ultimo. Nel 2015 festeggia il suo ottantesimo compleanno e l'evento è di tendenza sui social media. Nel 2017 crea la sua prima pagina Facebook e da questa attacca l'amministrazione Trump per i tagli dei fondi all'arte e alla cultura.

### Gli anni duemilaventi: pandemia, doppiaggio, TV, libri, regia e produzione
All'inizio della pandemia, Julie Andrews argina le restrizioni imposte dal Coronavirus trasformando parte della sua casa negli Hamptons in uno studio televisivo e di registrazione. Da questo, già dall'aprile 2020, durante il primo lockdown, comincia una serie interattiva sui social media, lancia Julie's Library, il suo primo podcast, ed è ospite di programmi TV, radiofonici e su piattaforme online, come gli special per il Premio Kennedy a Dick Van Dyke (2021) e il cinquantesimo anniversario di Disney World (2021).
Nel nuovo decennio incrementa il lavoro di doppiatrice: riceve quattro nomination al premio Emmy per il doppiaggio del personaggio misterioso di Lady Whistledown, nelle prime tre stagioni della serie Bridgerton (2020, 2022, 2024) e nel prequel spin-off: La regina Carlotta: Una storia di Bridgerton (2023). La prima stagione, dopo appena un mese dal debutto, diventa il programma più visto nella storia di Netflix fino ad allora. La Andrews sarà anche nel cast della quarta stagione che andrà in onda nel 2026. La quinta e sesta stagione sono state annunciate ma la sua partecipazione non è ancora stata rivelata. Nel 2022 è narratrice del film The King's Daughter, di Sean McNamara, con Pierce Brosnan, e torna a doppiare Marlena, mamma del protagonista della saga di Cattivissimo Me, nel blockbuster d'animazione Minions 2 - Come Gru diventa cattivissimo.
Da sempre impegnata sul fronte degli aiuti umanitari (dalla guerra del Vietnam agli uragani di Haiti), dal 2022 raccoglie fondi per l'Ucraina e nel 2025 per gli incendi in California, attraverso l'agenzia da lei stessa co-fondata, negli anni '70, e della quale è direttrice: Operation USA.
Nel 2022 (due anni dopo la data originaria, spostata a causa del COVID-19) riceve il premio alla carriera dall'American Film Institute al Dolby Theatre di Los Angeles. L'evento viene trasmesso alla TV americana.
Numerose sono le sue apparizioni televisive, soprattutto in varietà commemorativi. Fra questi: il Giubileo di Platino della Regina Elisabetta II (2022), i 90 anni della sua amica, e compagna di tanti successi televisivi, Carol Burnett (2023), i 100 anni della Walt Disney Company (2023) e i 98 anni di Dick Van Dyke (2023), suo partner nel film Mary Poppins 60 anni prima. Nel 2024 è presentatrice di due special della PBS, uno dedicato al marito Blake Edwards e l'altro ai 100 anni del compositore Henry Mancini. Alla fine del 2025, sullo stesso canale, verrà trasmesso un documentario interamente dedicato a lei.
Dopo una breve interruzione, durante la quale ultima e pubblica il secondo volume della sua autobiografia, dal 2022 riprende la pubblicazione di libri per bambini con la figlia Emma. Nel 2024 esce il suo quarantatreesimo libro e il quarantaquattresimo è previsto per la fine del 2025.
Dopo sette anni di pausa, nel 2024, Julie Andrews torna alla regia teatrale con la ripresa dell'adattamento del suo testo The Great American Mousical al Legacy Theatre, nel Connecticut. Nel 2026 la Sydney Opera House riprenderà la sua regia del 2016 del musical My Fair Lady per il settantesimo anniversario dello spettacolo.
Nell'ottobre 2024 viene annunciata la pre-produzione di The Princess Diaries 3. Il film costituirebbe il terzo capitolo della saga che lanciò Anne Hathaway al cinema e diede a Julie Andrews uno dei suoi più grandi successi commerciali. La Hathaway sarà nel cast del nuovo sequel ma la partecipazione della Andrews non è ancora stata confermata.
Nel 2026 debutterà come produttrice cinematografica di un nuovo film a tecnica mista live-action e animazione sulla Pantera Rosa, con Eddie Murphy, e del remake di un suo vecchio successo: 10, diretto dal marito Blake Edwards nel 1979.

## Riferimenti nella cultura di massa
Essendo Julie Andrews un'icona non solo cinematografica ma anche culturale (non tanto in Italia ma nei paesi anglosassoni con particolare forza) il suo personaggio è spesso citato o parodiato nella cultura popolare.

### Televisione e cinema
Julie Andrews è menzionata in (o il suo nome è al centro di) numerose serie televisive: Da Charlie's Angels e Dallas a Will & Grace e I Simpson. Innumerevoli sono gli spot pubblicitari che adoperano canzoni della Andrews come jingle.
Nel film Il mio amico il diavolo del 1967 il nome "Julie Andrews" è una parola magica che il demonio Peter Cook usa per esaudire i desideri del personaggio interpretato da Dudley Moore. Altri riferimenti all'attrice e i suoi lavori si trovano in film come: California Suite, L'uomo del giorno dopo, Il sesto senso, Dancer in the Dark, Snatch - Lo strappo, Charlie's Angels: più che mai, The Producers - Una gaia commedia neonazista, Attenti a quelle due, Deadpool & Wolverine. Il carattere "tradizionale" dei primi musical dell'attrice è spesso parodiato al cinema, per esempio in film quali: Yellow Submarine, Monty Python - Il senso della vita, Sister Act - Una svitata in abito da suora, La famiglia Addams 2, Che pasticcio, Bridget Jones!, Capodanno a New York. Riferimenti a Julie Andrews come icona gay si trovano in Jeffrey; Beautiful Thing; Baciami Guido; Le stagioni dell'amore; Making the Boys, Breaking Fast ed altri (vedi il paragrafo più sotto).

### Musica
- Il nome "Julie Andrews" è nelle lyrics delle canzoni Don't Call Me "Mama" Anymore, cantata da Mama Cass, Wrap Her Up di Elton John e George Michael, e Happy Birthday Hollywood, di Kander & Ebb e cantata da Liza Minnelli.
- Nel 1976, Freddie Mercury scrive e incide con i Queen la canzone The Millionaire Waltz; successivamente dirà che la frase «Bring out the charge of the love brigade, there's spring in the air once again» in essa contenuta è molto in stile Julie Andrews.[155]
- Ne La Pantera Rosa sfida l'ispettore Clouseau Peter Sellers, nei panni dell'imbranato ispettore francese del titolo, si reca in un locale gay per delle indagini, lì assiste all'esibizione di una drag queen che canta in playback la canzone di Henry Mancini Until You Love Me. La voce cantante appartiene alla Andrews.
- Nel 1981, Roger Taylor dei Queen produce e canta con l'attore comico Mel Smith la canzone Julie Andrews' Greatest Hits.
- La versione della Andrews di My Favorite Things è stata una delle canzoni preferite di Michael Jackson.
- Nel 2006 la cantante pop Gwen Stefani canta la canzone Wind It Up, scritta dal rapper Pharrell Williams. Il singolo, tratto dall'album The Sweet Escape, arriva nella top 20 in molti paesi. Il pezzo contiene sample campionati da The Lonely Goatherd cantata dalla Andrews in Tutti insieme appassionatamente.
- Nel 2013 Annie Lennox posta sulla sua pagina Facebook che Feed the Birds, cantata dalla Andrews, è una delle sue canzoni preferite.[156]
- Nel 2015 Lady Gaga ottiene un notevole successo personale, alla cerimonia dell'Oscar,[157] con un medley di canzoni da Tutti insieme appassionatamente, in occasione del cinquantesimo anniversario del film.[158] Alla fine della sua esibizione la Andrews ha fatto un'apparizione a sorpresa, congratulandosi con la cantante che l'aveva appena definita "incomparabile".[159] La clip è diventata un fenomeno sui social network,[160] la clip più vista di questa edizione del premio.[161]
- Le cover delle canzoni di Tutti insieme appassionatamente sono sicuramente le più numerose: Da John Coltrane a Rod Stewart, da Tony Bennett a Bobby McFerrin, da JLS a i Laibach,[162] da Björk a Diana Vickers, dalle Supremes agli Sparks, fino ad Ariana Grande che nel 2019 ha interpretato il suo ultimo successo 7 Rings, la lista è davvero infinita. Fra le artiste italiane che hanno cantato canzoni di Julie Andrews spiccano Rita Pavone e Gigliola Cinquetti.

### Altro
- Nel 1960 lo scrittore inglese Terence Hanbury White pubblica, in una raccolta, la poesia Julie Andrews, nella quale paragona l'attrice a Elena di Troia.
- Nel 1992, al Chelsea Flower Show di Londra viene lanciata, alla presenza dell'attrice, una nuova varietà di rosa chiamata "Julie Andrews". Nel 2020 una seconda rosa intitolata all'attrice vince il prestigioso premio "Most Beautiful Rose of the Century" all'International New Rose Competition a Lione in Francia.[163]
- Nel 2001 il teatro di posa Numero 2 degli studi della Walt Disney in California viene ribattezzato "Julie Andrews Studio"
- Nel 2005 l'attrice, che già è una Disney Legend, viene eletta madrina del cinquantesimo anniversario di Disneyland
- Un disegno di Andy Warhol del 1956, intitolato "Julie Andrews Shoe" (ritraente una scarpa dell'attrice) è stato inserito da Dior sulle sue borse della collezione Autunno 2013.[164]

### Status di icona gay
Da sempre l'immagine pubblica di Julie Andrews ha una valenza ambigua, essendo l'attrice sia un personaggio per famiglie che un'icona presso le comunità LGBT, soprattutto nel mondo anglosassone. La Andrews stessa ha commentato sul suo unico status dicendo:
Lo studioso australiano Brett Farmer, nel suo saggio del 2007, Julie Andrews Made Me Gay, rimarca come la posizione della cantante sia "singolare in quanto è una delle poche dive che godono di uno stesso livello di popolarità presso il pubblico gay e quello delle lesbiche". La Andrews è spesso menzionata come influenza formativa e pregna di significati nella narrativa sull'identità omosessuale, per esempio in The Queen's Throat: Opera, Homosexuality, and the Mystery of Desire, Does Freddy Dance e Widescreen Dreams: Growing Up Gay at the Movies. Lo stesso dicasi dei film nati sulla scia del New Queer Cinema (Jeffrey (1995) e Beautiful thing (1996), per esempio) e nella drammaturgia omosessuale degli ultimi venti anni (Love! Valour! Compassion! di Terrence McNally e Hushabye Mountain di Jonathan Harvey, fra i tanti). Nel documentario Disclosure del 2020 - incentrato sulle vite delle persone transgender e del loro impatto sulla cultura e sull'industria cinematografica - Julie Andrews viene descritta dagli intervistati come figura di identificazione chiave della loro adolescenza.. Numerosi sono gli artisti che citano la Andrews come punto cardine della loro formazione queer: da Rufus Wainwright e Rupert Everett a Rosie O'Donnell e Chris Colfer.
I migliori amici dei suoi personaggi in Un giorno... di prima mattina, 10, S.O.B., La fidanzata ideale e Victor/Victoria sono gay. In quest’ultimo lei stessa finge di essere un conte polacco, diseredato dalla famiglia perché omosessuale, che trova fortuna sui palcoscenici parigini degli anni ’30. Ne L'ultimo abbraccio è la madre solidale di un Hugh Grant disperato per l’imminente perdita del compagno malato di AIDS. In Insieme per caso interpreta se stessa, attrice preferita del personaggio gay al centro della storia (Jonathan Pryce). Nella serie televisiva scritta, interpretata e prodotta da lei nel 2017 - Julie's Greenroom - la Andrews ha voluto una bambina transgender nel cast di pupazzi creati dalla Jim Henson Company. Julie Andrews è anche l'attrice che si è travestita da uomo, più di qualunque altra, nella storia del cinema e della TV.
All'inizio del nuovo millennio autori di studi sulla sessualità nell'arte e nella cultura, come Stacy Wolf e Peter Kemp, hanno proposto una lettura fino ad allora inedita dell'immagine proiettata dai suoi due film più famosi, interpretandola come una forza trasgressiva, sovversiva e rivoluzionaria, piuttosto che quella di una governante sdolcinata dedicata a mantenere lo status quo tradizionale. Secondo questa lettura gli spettatori gay si identificherebbero in una Mary Poppins indipendente, anarchica e contro ogni ordine prestabilito. Il libro di Stacy Wolf, A Problem Like Maria - Gender and Sexuality in the American Musical, analizza lo stile camp dell'attrice e dedica un intero capitolo a Tutti insieme appassionatamente, studiandolo da una prospettiva queer e femminista, facendo luce sulla sua importanza per le spettatrici lesbiche.
Nel giugno 2022, in occasione del premio alla carriera alla Andrews, l'American Film Institute pubblica sulla propria pagina Facebook un ringraziamento all'attrice in quanto da sempre alleata dei movimenti LGBTQ+.

## Filmografia

### Attrice

#### Cinema
- Mary Poppins, regia di Robert Stevenson (1964)
- Tempo di guerra, tempo d'amore (The Americanization of Emily), regia di Arthur Hiller (1964)
- Tutti insieme appassionatamente (The Sound of Music), regia di Robert Wise (1965)
- Hawaii, regia di George Roy Hill (1966)
- Il sipario strappato (Torn Curtain), regia di Alfred Hitchcock (1966)
- Millie (Thoroughly Modern Millie), regia di George Roy Hill (1967)
- Un giorno... di prima mattina (Star!), regia di Robert Wise (1968)
- Operazione Crêpes Suzette (Darling Lili), regia di Blake Edwards (1970)
- Il seme del tamarindo (The Tamarind Seed), regia di Blake Edwards (1974)
- 10, regia di Blake Edwards (1979)
- E io mi gioco la bambina (Little Miss Marker), regia di Walter Bernstein (1980)
- S.O.B., regia di Blake Edwards (1981)
- Victor Victoria, regia di Blake Edwards (1982)
- I miei problemi con le donne (The Man Who Loved Women), regia di Blake Edwards (1983)
- Così è la vita (That's Life!), regia di Blake Edwards (1986)
- Duet for One, regia di Andrej Končalovskij (1986)
- Cin cin (A Fine Romance), regia di Gene Saks (1991)
- La fidanzata ideale (Relative Values), regia di Eric Styles (2000)
- Pretty Princess (The Princess Diaries), regia di Garry Marshall (2001)
- Insieme per caso (Unconditional Love), regia di P. J. Hogan (2002)
- Principe azzurro cercasi (The Princess Diaries 2: Royal Engagement), regia di Garry Marshall (2004)
- L'acchiappadenti (Tooth Fairy), regia di Michael Lembeck (2010)

#### Televisione
- High Tor - il primo film TV della storia - CBS (1956)
- Cinderella - film trasmesso in diretta televisiva, regia di Ralph Nelson – (1957)
- L'ultimo abbraccio (Our Sons) - film - ABC (1991)
- Julie! - 5 episodi di una sitcom diretta da Blake Edwards - ABC (1992)
- Victor/Victoria - The Broadway Show - spettacolo teatrale trasmesso alla televisione e venduto in DVD - NHK (Giappone) (1995)
- Tutta colpa della neve (One Special Night) - film - CBS (1999)
- On Golden Pond - film trasmesso in diretta televisiva - CBS (2001)
- Eloise al Plaza (Eloise at the Plaza) - film - Walt Disney (2003)
- Eloise a Natale (Eloise at Christmastime) - film - Walt Disney (2003)
- Julie's Greenroom - una serie di 13 episodi, scritta, prodotta e interpretata da Julie Andrews - Netflix (2017)

### Doppiatrice

#### Cinema
- La rosa di Bagdad (The Singing Princess), regia di Anton Gino Domeneghini (1949, doppiaggio inglese 1952)
- La Pantera Rosa sfida l'ispettore Clouseau (The Pink Panther Strikes Again), regia di Blake Edwards - non accreditata (1976)
- Shrek 2, regia di Andrew Adamson, Kelly Asbury, Conrad Vernon (2004)
- Shrek terzo (Shrek the Third), regia di Raman Hui, Chris Miller (2007)
- Come d'incanto (Enchanted), regia di Kevin Lima (2007)
- Shrek e vissero felici e contenti (Shrek Forever After), regia di Mike Mitchell (2010)
- Cattivissimo me (Despicable Me), regia di Pierre Coffin, Chris Renaud (2010)
- Cattivissimo me 3 (Despicable Me 3), regia di Pierre Coffin, Kyle Balda, Eric Guillon (2017)
- Aquaman, regia di James Wan (2018)
- The King's Daughter, regia di Sean McNamara (2022)
- Minions 2 - Come Gru diventa cattivissimo (Minions: The Rise of Gru), regia di Kyle Balda, Brad Ableson, Jonathan del Val (2022)

#### Televisione
- Sky Broadband, Minions 2: The Rise Of Gru - spot pubblicitario - Sky (2020)
- Bridgerton - serie di 8 episodi - Netflix (2020)
- Bridgerton 2 - serie di 8 episodi - Netflix (2022)
- Xfinity Internet, Minions 2: The Rise of Gru - spot pubblicitario - (2022)
- La regina Carlotta: Una storia di Bridgerton (Queen Charlotte: A Bridgerton Story) - serie di 6 episodi - Netflix (2023)
- Bridgerton 3 - serie di 8 episodi - Netflix (2024)

### Soubrette Televisiva (selezione)
- The Julie Andrews Show, BBC 1959
- Julie and Carol at Carnegie Hall (con Carol Burnett; vincitore di un Emmy), CBS 1962
- The Julie Andrews Show (con Gene Kelly; vincitore di due Emmy), NBC 1965
- An Evening with Julie Andrews and Harry Belafonte (trasmesso in Italia dalla RAI, con il titolo: Una sera con Julie Andrews e Harry Belafonte), NBC 1969
- Julie and Carol at Lincoln Center (con Carol Burnett), CBS 1971
- Julie (regia di Blake Edwards), ATV-ABC 1972
- The Julie Andrews Hour (una serie di 24 episodi, vincitrice di sette Emmy. Fra i numerosi ospiti: Mama Cass, Diahann Carroll, Joel Grey, Donald O'Connor, Tony Randall, James Stewart, Angela Lansbury, Sammy Davis Jr., Henry Mancini), ATV-ABC 1972/73
- Julie on Sesame Street (con Perry Como), ATV-ABC 1973
- Julie's Christmas Special (con Peggy Lee e Peter Ustinov), ATV-ABC 1973
- Julie and Dick at Covent Garden (con Dick Van Dyke, diretto e prodotto da Blake Edwards), ATV-ABC 1974
- Julie and Jackie - How Sweet It Is (con Jackie Gleason; trasmesso in Italia su RAI 1, il 2 marzo 1976, in prima serata, con il titolo I gran simpatici)[186], ATV-ABC 1974
- Julie Andrews: One to One, 1975
- Julie: My Favourite Things (con Peter Sellers, diretto e prodotto da Blake Edwards), ATV-ABC 1975
- An Evening with Julie Andrews, TV giapponese 1977
- Julie Andrews - One Step Into Spring (con Leslie Uggams e Leo Sayer), CBS 1978
- The Muppet Show (episodio 2x17), ATV 1978
- Julie Andrews' Invitation to the Dance (con Rudol'f Nureev), CBS 1980
- Julie Andrews: The Sound of Christmas (trasmesso dalla RAI con il titolo: Julie Andrews a Salisburgo, con Plácido Domingo e John Denver), ABC 1987
- Julie and Carol Together Again (con Carol Burnett), ABC 1989

## Teatro
Julie Andrews comincia la sua carriera a otto anni, nei numeri di varietà della madre e del patrigno ma, dal momento che questi sono dei fuori programma, esistono pochi dettagli al riguardo. Il suo debutto ufficiale è quello da solista, a 12 anni, nella rivista Starlight Roof (1947). Seguono sette anni di gavetta nel circuito del music hall inglese, in giro per il paese (ben documentati ma non riportati qui), spesso accompagnata al piano dalla madre. Ad ogni natale è protagonista delle tradizionali "English pantomime" e nel 1954 fa il suo debutto a Broadway. Nonostante la sua folgorante carriera cinematografica e televisiva l'attrice non ha mai abbandonato il teatro, esibendosi in concerti, spettacoli, letture e apparizioni dal vivo per tutta la sua vita, fino ad oggi.

### Musical
- Mountain Fire (tournée dell'Inghilterra), 1954
- The Boy Friend (Broadway), 1954
- My Fair Lady (Broadway), 1956
- My Fair Lady (Londra), 1958
- Camelot (Broadway), 1960
- Putting It Together (Off-Broadway), 1994
- Victor/Victoria (Broadway), 1995
- Doctor Dolittle (solo voce registrata; Londra), 1998
- The Boy Friend (solo regia; Connecticut e tournée degli Stati Uniti), 2005
- My Fair Lady (solo regia; Sydney Opera House e tournée dell'Australia), 2016/2017
- The Great American Mousical (solo regia e autrice del libro da cui è tratto lo spettacolo; Connecticut), 2012 e 2024

### Concerti (selezione)
- Christmas Carols, Londra (Royal Albert Hall), con André Previn e la London Symphony Orchestra - 4 dicembre 1973
- An Evening with Julie Andrews, Londra (Palladium) - 9-29 giugno 1976
- Las Vegas (Caesars Palace) - 12-18 agosto 1976
- Julie Andrews in Concert - Zurigo (Gala-Abend), con Henry Mancini (trasmesso alla TV svizzera e tedesca) - 1976
- Los Angeles (Greek Theatre), con Henry Mancini - 11 settembre 1977
- An Evening with Julie Andrews, tournée del Giappone (trasmesso alla TV giapponese) - sett/ott 1977
- Sound of Mysen, Norvegia (trasmesso alla TV scandinava) - 26 agosto 1978
- Julie Andrews, tournée del Giappone - 1980
- Plácido Domingo and Friends (for Operation California), Los Angeles (Universal Amphitheater) - 12 agosto 1986
- An Evening with Julie Andrews, tournée degli USA - ott/nov, 1987; gen, 1988; giu/lug, 1989
- Julie Andrews in Concert at the Wiltern Theatre, Los Angeles (trasmesso alla TV americana PBS) - 1989
- The Magic of Christmas, Londra (Royal Festival Hall), con André Previn e la London Symphony Orchestra (trasmesso alla BBC Radio) - dicembre 1989
- A benefit for Bay St Theatre, Sag Harbor (The Old Whaler's Church), piano e voce con Ian Fraser al piano - luglio 1992
- Christmas in Washington (con Neil Diamond e Peabo Bryson, alla presenza del presidente degli Stati Uniti George H. W. Bush e la First Lady Barbara Bush, trasmesso alla televisione NBC) - 19 dicembre 1992
- The Sound of Orchestra, Giappone, con André Previn (trasmesso alla TV Giapponese) - 21 agosto 1993
- Julie Andrews' The Gift of Music, tournée degli Stati Uniti: Louisville, Hollywood Bowl, Atlanta e Filadelfia - lug/ago 2008
- The Gift of Music - An Evening with Julie Andrews, Londra (O2 Arena) - 8 maggio 2010

## Discografia parziale
Avendo inciso il suo primo disco nel 1948 (la Polonaise dall'opera Mignon) Julie Andrews ha una delle carriere discografiche più lunghe della storia: 71 anni, con una discografia nutrita e composita che conta album, colonne sonore, dischi di Natale e audiolibri per un totale di più di cinquanta titoli, senza contare le tantissime riedizioni e compilation (solo una piccola selezione di queste viene elencata qui). La cantante è vincitrice di tre premi Grammy.
Album
- 1957 - The Lass with the Delicate Air (RCA)
- 1958 - Julie Andrews Sings (RCA)
- 1958 - Tell it Again - con Moondog - (Angel)
- 1962 - Broadway's Fair Julie - ridistribuito nel 1972 con il titolo TV's Fair's Julie - (Columbia)
- 1962 - Don't Go into the Lion's Cage Tonight - ridistribuito in seguito con il titolo Heartrendering Ballads and Raucous Ditties - (Columbia)
- 1967 - A Christmas Treasure - con la conduzione di André Previn - (RCA)
- 1973 - The Secret of Christmas - riedito diverse volte con differenti copertine e titoli come: Julie Andrews' Christmas Album e The Sound of Christmas - (CBS)
- 1977 - An Evening with Julie Andrews - concerto live in Giappone - (RCA)
- 1983 - Love Me Tender (Peach River)
- 1987 - Love, Julie (USA Music Group)
- 1990 - The Sounds of Christmas from Around the World (Hallmark)
- 1994 - Julie Andrews Broadway: The Music of Richard Rodgers (Philips)
- 1996 - Julie Andrews, Here I'll Stay: The Words of Alan Jay Lerner (Philips)

Compilation
- 1970 A Little Bit in Love - riedizione di brani tratti da Broadway's Fair Julie e Don't Go Into the Lion's Cage Tonight - (Harmony)
- 1972 - The World of Julie Andrews - nel Regno Unito The Best of Julie Andrews, riedizione di brani tratti da Broadway's Fair Julie, Don't Go Into the Lion's Cage Tonight e My Fair Lady - Londra - (Columbia)
- 1975 - Julie Andrews - riedizione di brani tratti da The Lass With Delicate Air e Julie Andrews Sings - (RCA)
- 1978 Julie Andrews Signature Album - riedizione di brani da diversi album; un doppio set di vinili rossi a tiratura limitata - (Franklin Mint)
- 2005 - Julie Andrews Selects Her Favourite Disney Songs - compilation di track originali dai film Disney selezionate dalla Andrews - (Walt Disney Records)

Colonne sonore cinematografiche, televisive e teatrali
Le colonne sonore sono le incisioni di maggior successo della Andrews. Il Long playing di My Fair Lady è l'album che registra le maggiori vendite per ben due anni consecutivi (1957 e 1958) ed è l'Original Cast Album più venduto di sempre. Camelot è il disco più venduto del 1961. Mary Poppins rimane al primo posto della classifica americana per 14 settimane consecutive, nel 1964, battendo Elvis e i Beatles, ed è l'album più venduto del 1965. Nel 2014 il disco sarà inserito nella Grammy Hall of Fame. The Sound of Music rimane nella classifica americana più a lungo di qualunque altro album del ventesimo secolo (5 anni e mezzo!), riceve la certificazione di disco d'oro più velocemente di qualunque colonna sonora della storia, e, con 9 milioni di copie acquistate in soli 4 anni, diventa il disco più venduto di tutti i tempi fino ad allora. The Sound of Music batte ogni record anche all'estero, dominando le classifiche internazionali e mantenendo il primo posto per 75 settimane in Australia, 73 in Norvegia e 70 nel Regno Unito, diventando così l'album degli anni '60 più venduto del mondo. 60 anni dopo, si trova ancora nella top ten annuale dei classici in catalogo della RCA e l'edizione Delux per il sessantesimo anniversario riceve una candidatura ai Grammy Awards 2025.
- 1955 - The Boy Friend (RCA Victor)
- 1956 - My Fair Lady - Broadway - (Columbia)
- 1956 - High Tor (Decca)
- 1957 - Cinderella (Columbia)
- 1958 - Rose Marie - studio cast album - (RCA)
- 1959 - My Fair Lady - London, stereo - (Columbia)
- 1961 - Camelot (Columbia)
- 1962 - Julie & Carol at Carnegie Hall (Columbia)
- 1964 - Mary Poppins - tre Grammy per la migliore colonna sonora originale, per il miglior disco per bambini e per gli interpreti - (Buena Vista)
- 1965 - The Sound of Music (RCA)
- 1967 - Thoroughly Modern Millie (Decca)
- 1968 - Star! (20th Century Fox Records)
- 1970 - Darling Lili (RCA)
- 1971 - Julie & Carol at Lincoln Centre (Columbia)
- 1976 - The Pink Panther Strikes Again - accreditata come Ainsley Jarvis - (United Artists)
- 1979 - 10 (Warner Brothers)
- 1982 - Victor/Victoria (MGM/Polygram)
- 1992 - The King and I - studio cast album - (Philips)
- 1994 - Putting it Together (RCA Victor)
- 1996 - Victor/Victoria - Broadway - (Philips)
- 1998 - Doctor Dolittle (1st Night Records)
- 1998 - Hey Mr Producer! - solo dialoghi - (1st Night Records)
- 1999 - My Favourite Broadway: The Leading Ladies - solo dialoghi - (Hybrid Recordings)
- 2000 - Relative Values - solo dialoghi - (Silva Screen Records)
- 2000 - My Favourite Broadway: The Love Songs - solo dialoghi - (Hybrid Recordings)
- 2004 - The Princess Diaries 2: Royal Engagement - Julie Andrews canta con Raven "Your Crowning Glory" - (Walt Disney Records)
- 2017 - Julie's Greenroom - Julie Andrews canta quattro delle ventisette canzoni dell'album in duetto o in coro con gli ospiti - (Varese Sarabande)

Singoli (selezione)
Nota bene: I numerosi singoli tratti dagli album non vengono elencati. I seguenti sono solo quelli che contengono brani che prima delle edizioni su CD non erano disponibili in altro formato.
- 1948 - Polonaise - dall'opera Mignon, 78 giri - (Columbia UK)
- 1948 - Je Veux Vivre/Come to the Fair - 78 giri - (Columbia UK)
- 1948 - Ah!Vous Dirai-Je Mama/The Wren - 78 giri - (Columbia UK)
- 1950 - Jack and the Beanstalk/When We Grow Up - 78 giri - (His Master's Voice UK)
- 1960 - Tom Pillibi/Lazy Afternoon (Decca UK)
- 1964 - He Loves Me/Dear Friend (CBS)
- 1965 - Firestone Christmas Carols Volume 4 - LP in cui Julie canta 4 brani - (Forrell & Thomas)
- 1968 - Star!/Someone to Watch Over Me - la canzone "Star!" in extended version - (20th Century Fox Records)
- 2006 - The Show Must Go On - un CD single a tiratura limitata o la canzone disponibile per il download

## Riconoscimenti
- Premio Oscar
  - 1965 – Miglior attrice per Mary Poppins
  - 1966 – Candidatura alla miglior attrice per Tutti insieme appassionatamente
  - 1983 – Candidatura alla miglior attrice per Victor/Victoria
- Golden Globe
  - 1965 – Migliore attrice in un film commedia o musicale per Mary Poppins
  - 1966 – Migliore attrice in un film commedia o musicale per Tutti insieme appassionatamente
  - 1967 – Henrietta Award – Miglior attrice del mondo
  - 1968 – Candidatura alla migliore attrice in un film commedia o musicale per Millie
  - 1968 – Henrietta Award – Miglior attrice del mondo
  - 1969 – Candidatura alla migliore attrice in un film commedia o musicale per Un giorno... di prima mattina
  - 1969 – Candidatura all'Henrietta Award – Miglior attrice del mondo
  - 1970 – Candidatura all'Henrietta Award – Miglior attrice del mondo
  - 1971 – Candidatura alla migliore attrice in un film commedia o musicale per Operazione Crêpes Suzette
  - 1973 – Candidatura alla migliore attrice in una serie commedia o musicale per The Julie Andrews Hour
  - 1980 – Candidatura alla migliore attrice in un film commedia o musicale per 10
  - 1983 – Migliore attrice in un film commedia o musicale per Victor/Victoria
  - 1987 – Candidatura alla migliore attrice in un film commedia o musicale per Così è la vita
  - 1987 – Candidatura alla migliore attrice in un film drammatico per Duet for One
- Emmy Awards
  - 1958 Candidatura alla miglior attrice per Cinderella (CBS)
  - 1965 Candidatura per Individual Achievements in Entertainment (Attori e Performer) The Andy Williams Show
  - 1972 Candidatura per il Miglior Programma di Varietà o Musicale per Julie and Carol at Lincoln Center
  - 1973 Vincitrice Migliore serie di Varietà Musicale per The Julie Andrews Hour
  - 1981 Candidatura per il Miglior programma per l'infanzia (Performer) per Julie Andrews' Invitation to the Dance with Rudolph Nureyev (The CBS Festival of Lively Arts For Young People)
  - 1995 Candidatura per la Migliore Performance in un programma di Varietà o Musicale per The Sound of Julie Andrews
  - 2003 Candidatura per la Miglior attrice non protagonista, in una miniserie o film per Eloise e il Natale
  - 2005 Vincitrice Miglior serie di Nonfiction per Broadway: The American Musical
  - 2017 Candidatura per il Miglior programma per l'infanzia (Autrice) per Julie's Greenroom (Netflix)
  - 2017 Candidatura per il Miglior programma per l'infanzia (Produttrice) per Julie's Greenroom (Netflix)
  - 2021 Candidatura per il Miglior Doppiaggio di un Personaggio per Bridgerton (Netflix)
  - 2022 Candidatura per il Miglior Doppiaggio di un Personaggio per Bridgerton (seconda stagione) (Netflix)
  - 2023 Candidatura per il Miglior Doppiaggio di un Personaggio per La regina Carlotta: Una storia di Bridgerton (Netflix)
  - 2024 Candidatura per il Miglior Doppiaggio di un Personaggio per Bridgerton (terza stagione) (Netflix)
- Grammy Awards
  - 1965 Miglior album per l'infanzia per Mary Poppins
  - 1996 Candidatura come Migliore performance vocale Pop per Broadway: The Music Of Richard Rodgers
  - 2010 Premio alla carriera
  - 2010 Miglior album di "spoken word" per l'infanzia a Julie Andrews & Emma Walton Hamilton, per Julie Andrews' Collection Of Poems, Songs, And Lullabies
- Tony Awards
  - 1957 Candidatura per la Migliore attrice in un Musical, My Fair Lady
  - 1961 Candidatura per la Migliore attrice in un Musical, Camelot
  - 1996 Candidatura (rifiutata) per la Migliore attrice in un Musical, Victor/Victoria
- BAFTA
  - 1964 Migliore nuova promessa per Mary Poppins
  - 1965 Candidatura come Migliore attrice britannica per Tutti insieme appassionatamente
  - 1966 Candidatura come Migliore attrice britannica per Tempo di guerra, tempo d'amore
  - 1989 Premio alla carriera
- David di Donatello
  - 1983 Migliore attrice straniera per Victor/Victoria
- Leone d'oro
  - 2019 Premio alla carriera
- Screen Actors Guild
  - 2006 Premio alla carriera
- People's Choice Award
  - 1983 Migliore interpretazione per Victor/Victoria
- Outer Critics Circle Award
  - 1996 Migliore attrice in un Musical per Victor/Victoria
- Lincoln Medal
  - 2011 Premio alla carriera
- Theatre World Award
  - 1955, Rimarchevole debutto a Broadway per The Boy Friend
- Laurel Awards
  - 1964 Miglior Performance in un Musical, attrice per Mary Poppins
  - 1965 Miglior Performance in un Musical, attrice per Tutti insieme appassionatamente
  - 1967 Miglior Performance in un Musical, attrice per Millie
  - 1967 Miglior Star femminile
- Hasty Pudding Theatricals
  - 1983 Donna dell'anno
- Society of Singers
  - 2001 Premio alla carriera
- Donostia Award
  - 2001 Premio alla carriera al Festival internazionale del cinema di San Sebastián
- Ella Award
  - 2005 Premio alla carriera
- UCLA George and Ira Gershwin Award
  - 2009 Premio alla carriera
- 16th Annual Women in Hollywood Tribute
  - 2009 Premio alla carriera L'Oreal Paris Legend Award at ELLE magazine
- Princess Grace Awards
  - 2011 Premio alla carriera

Fonte principale della tabella:

## Doppiatrici italiane
Nelle versioni in italiano delle opere in cui ha recitato, Julie Andrews è stata doppiata da:
- Maria Pia Di Meo in Mary Poppins (dialoghi), Tutti insieme appassionatamente (dialoghi), Hawaii, Il sipario strappato, Millie, Un giorno... di prima mattina, Il seme del tamarindo, Una sera con Julie Andrews e Harry Belafonte, I gran simpatici, S.O.B., Victor Victoria, I miei problemi con le donne, Cin cin, Insieme per caso, L'acchiappadenti
- Melina Martello in Pretty Princess, Eloise al Plaza, Eloise a Natale, Principe azzurro cercasi, Il gatto che guardò il re
- Ada Maria Serra Zanetti in 10, E io mi gioco la bambina, Tutta colpa della neve
- Valeria Valeri in Tempo di guerra, tempo d'amore, La fidanzata ideale
- Gabriella Genta in Operazione Crêpes Suzette
- Manuela Andrei in Così è la vita
- Mirella Pace in L'ultimo abbraccio
- Pinella Dragani in Julie Andrews a Salisburgo
- Cinzia De Carolis in Julie's Greenroom
- Cristiana Lionello in Millie (ridoppiaggio DVD)
- Alessandra Korompay nel Muppet Show (ridoppiaggio DVD)
- Valentina Mari nel Muppet Show (ridoppiaggio Disney+)

Da doppiatrice è sostituita da: 
- Maria Pia Di Meo in Shrek 2, Shrek terzo, Shrek e vissero felici e contenti
- Manuela Andrei in Cattivissimo me, Cattivissimo me 3, Minions 2 - Come Gru diventa cattivissimo
- Melina Martello in Bridgerton, La regina Carlotta: Una storia di Bridgerton
- Angiola Baggi in Come d'incanto
- Ludovica Modugno in Aquaman
- Tina Centi in Mary Poppins (Pettirosso)

Nel canto è sostituita da:
- Tina Centi in Mary Poppins, Tutti insieme appassionatamente
- Gemelle Kessler in Un giorno... di prima mattina (solo per la canzone "Star!")
- Tiziana Avarista in Principe azzurro cercasi (solo per la canzone "Un tocco d'arte - Your Crowning Glory")